# Медведка (Горнозаводский район)
Медве́дка — посёлок городского типа в Горнозаводском районе Пермского края России.

## География
Медведка расположена в труднодоступной высокогорной тайге Среднего Урала, на европейском, западном склоне Уральских гор. Посёлок стоит в верхнем течении реки Койвы, на восточном её берегу, при впадении в неё маленькой речки Медведки, от которой получил своё название. Посёлок находится в 1 км к западу от условной границы между Европой и Азией, на крайнем востоке Пермского края, в нескольких километрах к западу от границы со Свердловской областью, к северо-западу от города Качканара, к северо-востоку от посёлка городского типа Тёплая Гора и города Горнозаводска.

## Население
| 1959 | 1970  | 1979  | 1989  | 2002 | 2006 | 2007 | 2009 | 2010 |
| ---- | ----- | ----- | ----- | ---- | ---- | ---- | ---- | ---- |
| 2063 | ↘1273 | ↘1041 | ↘1008 | ↘816 | ↘600 | ↗800 | ↘508 | ↘370 |
| 2012 | 2013  | 2014  | 2015  | 2016 | 2017 | 2018 | 2019 | 2020 |
| ↘350 | ↘335  | ↗337  | ↘313  | ↘300 | ↘292 | ↘282 | ↘272 | ↘250 |
| 2021 | 2023  |       |       |      |      |      |      |      |
| ↗298 | ↘272  |       |       |      |      |      |      |      |

## История
Добыча алмазов на Койве, в устье речки Медведки началась 1941—1942 годах, в частности разрабатывались Кладбищенская, Крестовоздвиженская, Медведкинская и Тюшевская россыпи. Посёлок возник здесь в 1946 году, когда началась разработка Медведковского месторождения. Первооткрывателем Медведкинской россыпи был Иван Никифорович Герасимов. Эксплуатация этих месторождений шла до 1951 года. Россыпь оказалась не слишком богатой, её хватило не надолго, поэтому она была закрыта. Посёлок упоминается в письменных источниках с 1950 года. В 1952 году посёлок получил статус посёлка городского типа. Разработки подземных алмазных богатств Медведки были прекращены в 1957 году, тогда же массово стали сворачиваться работы и на других алмазных месторождениях Среднего Урала. В эти годы в самом посёлке Медведка начал действовать Медведкинский лесопункт Теплогорского леспромхоза.

## Инфраструктура
В посёлке работают сельская администрация, дом культуры (сельский клуб), библиотека, малокомплектная средняя школа, детский сад, участковый пункт полиции, отделения почты и «Сбербанка». В посёлке установлен памятник в честь жертв Великой Отечественной войны. Добраться до посёлка можно на проходящем пригородном автобусе из районного центра города Горнозаводска и пгт Тёплая Гора в посёлок Средняя Усьва либо на личном автотранспорте.